# سفارة الولايات المتحدة (جوبا)

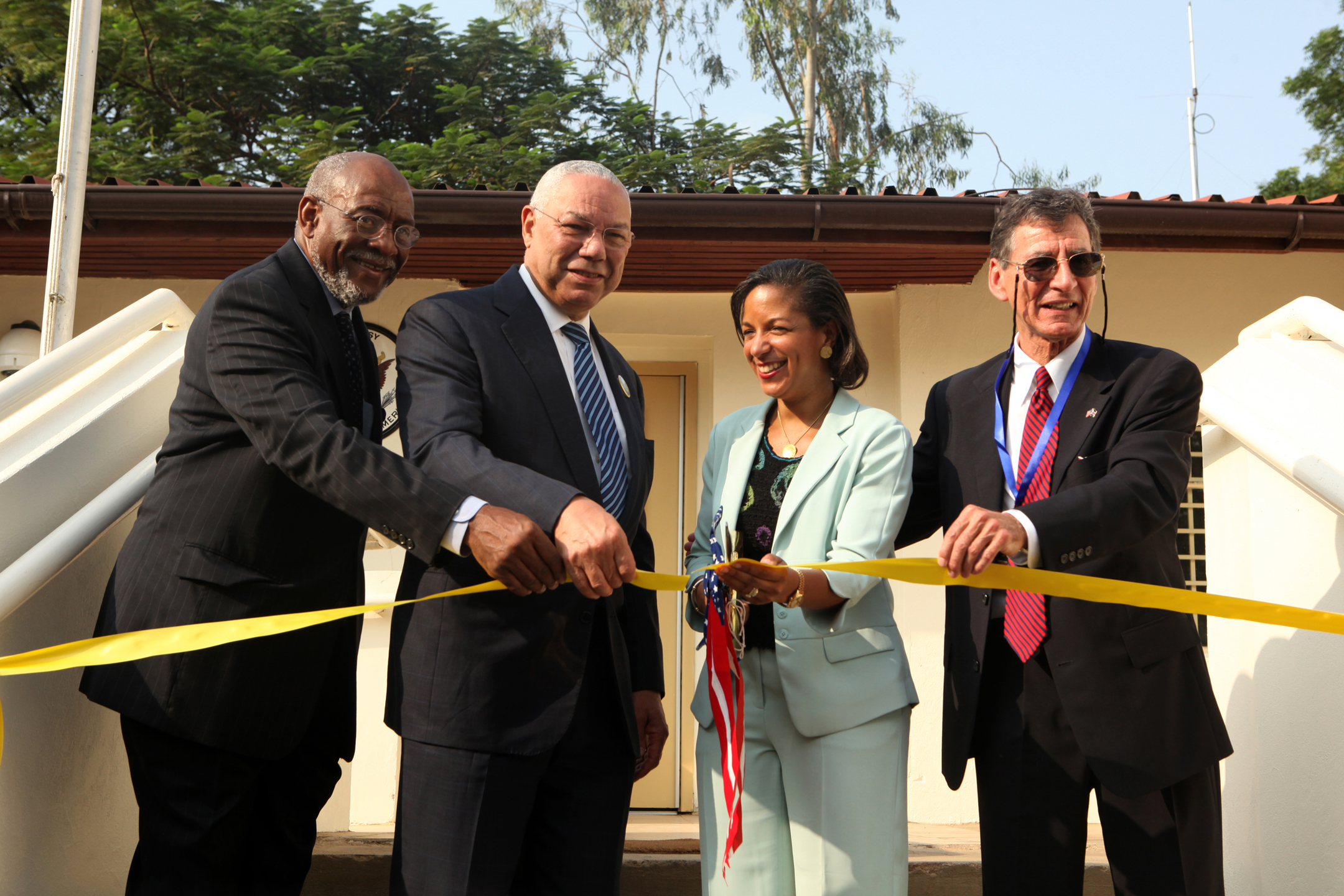
ديبلوماسي جوني كارسون وكولن باول وسوزان رايس وأر باري والكي في افتتاح السفارة في تاريخ يوليو 2011، عيد استقلال جنوب السودان.

تأسست سفارة الولايات المتحدة بجوبا في 9 يوليو 2011 كبعثة دبلوماسية لدولة جنوب السودان. عندما أعلنت جمهورية جنوب السودان استقلالها،تغيرت من قنصلية في عام 2005 لتصبح سفارة.

## المرجع
1. 1 2  
"New American Embassy in the New Nation of South Sudan" (بالإنجليزية). سفارة الولايات المتحدة بجوبا. 12 Jul 2011. Archived from the original on 2015-11-29. Retrieved 2012-08-28.

## وصلات خارجية
- سفارة الولايات المتحدة، جوبا نسخة محفوظة 10 أغسطس 2011 على موقع واي باك مشين. (بالإنجليزية)